# Marco Terrazzino
Marco Terrazzino (Mannheim, 15 d'abril de 1991) és un futbolista alemany que juga com a migcampista, actualment al Wuppertaler SV.

## Carrera

### Carrera en clubs
Terrazzino començà la seua carrera amb el VfL Neckarau i s'uní al 1899 Hoffenheim el juliol del 2007. Va fer el seu debut durant la temporada 2008–09, el gener del 2009.

### Carrera internacional
Terrazzino va ser membre de la selecció de futbol d'Alemanya sub-18.